# Южная горная каракара
Южная горная каракара (лат. Phalcoboenus australis) — вид птиц из семейства соколиных.

## Описание
Длина тела 53—65 см; масса около 1190 г, размах крыльев 116-125 см. Половой диморфизм не выражен, только самки незначительно крупнее самцов. Общая окраска варьирует от чёрной до коричневато-черной. Верхняя часть спины, шея и грудь с белыми или коричневато-коричневыми прожилками. Хвост с широким белым кончиком. Подхвостье и бёдра яркого ржаво-рыжего цвета. Кожа лица от лососево-розовой до желтовато-оранжевой, радужная оболочка коричневая. Ноги и ступни яркого оранжево-жёлтого цвета.
Неполовозрелым особям требуется по меньшей мере пять лет, чтобы достичь полного оперения взрослого: сначала все молодые особи чёрного или черновато-коричневого цвета, по мере развития и роста постепенно появляются полосы. Кожа лица, ступни и голени бледно-серые. 
В 1980 году южная каракара впервые появилась на почтовых марках Фолклендских островов, в серии «Хищные птицы Фолклендов».

## Распространение
Южная горная каракара распространена на крайнем юге Чили и Аргентины, Фолклендских островах и некоторых мелких островах между Южной Америкой и Антарктидой. Она обитает в долинах вдоль скалистых берегов. Отмечены только локальные миграции. Птицы, которые гнездятся на Огненной Земле, зимой вероятно мигрируют на материковую часть Южной Америки.

## Питание
Основу питания южной горной каракары составляют мертвые и умирающие взрослые особи и птенцы колониальных морских птиц. Питается падалью в колониях пингвинов (особенно хохлатых пингвинов Eudyptes chrysocomevideo), альбатросов и т.д. Иногда образует небольшие группы, которые нападают на здоровых птиц, в том числе на Leucocarbo atriceps, патагонских казарок (Chloephaga hybrida), магеллановых гусей (Chloephaga picta), хохлатых уток (Lophonetta specularioides). 
В то время как морские птицы улетают в море от своих колоний, южная горная каракара выискивает насекомых и личинок вдоль приливной зоны, отбирает пищу у чаек и ищет съедобный мусор вокруг жилищ. На Фолклендских островах в ночные часы нападает на качурок Вильсона (Oceanites oceanicus), нырковых буревестников (Pelecanoides spp.) и прионов (Pachyptila spp.), когда они возвращаются в свои колонии

## Размножение
На Фолклендских островах период размножения начинается в конце октября и продолжается до января. Гнездятся колониально, гнезда могут располагаться на расстоянии до 6—7 м друг от друга. Строит скромное гнездо из веток и сухой травы, выстланное шерстью, если таковая имеется, на выступе скалы или под кочками. В кладке обычно два яйца (от одного до четырёх). Яйца кремового цвета с чёрно-бурыми пятнами, птенцов кормят оба родителя. Многочисленные сообщения о трех взрослых особях, защищающих гнездо, предполагают, что совместное размножение происходит, по крайней мере иногда.